# Thân hành
Thân hành là dạng thân (đôi khi được coi là chồi) bị biến đổi với đoạn thân thẳng đứng mọng nước và ngắn, được bao phủ bởi các lá biến dạng mọng nước và dày. Thân hành là cơ quan dự trữ chất dinh dưỡng của cây. Trong tiếng Việt, thân hành thường được gọi là củ hành, hành củ.

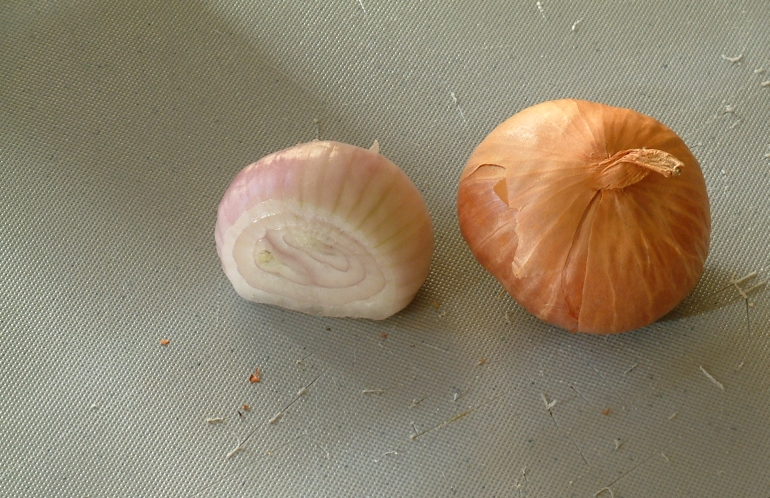
Củ hành

Tất cả các thực vật dạng thân hành thực sự (phân biệt với giả thân hành) đều là cây một lá mầm, bao gồm:
- Hành, tỏi và các loài khác thuộc họ Hành (Alliaceae).
- Tulip và các loài khác thuộc họ Loa kèn (Liliaceae).
- Thủy tiên và một số loài thuộc họ Loa kèn đỏ (Amaryllidaceae).
- Hai phân chi thuộc chi Iris, họ Diên vĩ (Iridaceae): phân chi Xiphium và phân chi Hermodactyloides.